# Celaena grisescens
Celaena grisescens är en fjärilsart som beskrevs av Barend J. Lempke 1965. Celaena grisescens ingår i släktet Celaena och familjen nattflyn. Inga underarter finns listade i Catalogue of Life.